# Hegenbarth Sammlung Berlin
Die Hegenbarth Sammlung Berlin ist eine private Kunstsammlung mit Werken des 20. und 21. Jahrhunderts, die in wechselnden Ausstellungen der Öffentlichkeit zugänglich gemacht werden. Die Sammlung wird von Jutta und Christopher Breu geführt, die 2014 unter dem Namen Herr Hegenbarth auch ein Ausstellungskabinett gegründet haben.

## Lage
Die Hegenbarth Sammlung befindet sich seit Juli 2019 an ihrem neuen Standort in der Laubacher Straße 38, im Bezirk Charlottenburg-Wilmersdorf. Von November 2014 bis Juni 2019 hatte die Hegenbarth Sammlung ihren Sitz in der Nürnberger Straße 49 in Berlin-Schöneberg.

## Künstler
Der Name der Sammlung bezieht sich auf Josef Hegenbarth. Seine farbigen und schwarzweißen Feder- und Pinselzeichnungen bilden den Schwerpunkt im Bestand der Sammlung.

## Ausrichtung und Bestand
Zur Sammlung zählen Werke ab etwa 1900: Malerei und Zeichnung, vorwiegend auf Papier (Handzeichnungen), Druckgrafiken, Mappenwerke, Folgen, Buch- und Papierobjekte sowie eine Bibliothek mit illustrierten Büchern, Katalogen und Sekundärliteratur.
Ein Hauptaugenmerk der Sammlung liegt auf den Sparten Illustration und Buchkunst. Bildergeschichten in Kinderbüchern, Illustrationen zu literarischen Werken und Künstlerbücher finden ebenso Beachtung wie Comics, Graphic Novels und Animationen. Den Ausgangspunkt hierfür bildet eine umfangreiche Gruppe literarischer Zeichnungen Hegenbarths in der Sammlung, darunter die detailliert ausgearbeiteten Mappen zum Nibelungenlied, Lied von der Glocke und Aus dem Leben eines Taugenichts aus den 1920er Jahren.
Weitere thematische Sammlungsschwerpunkte liegen auf der Darstellung von Tier und Mensch, einerseits in alltäglicher Umgebung wie Zoo und Zirkus, Kaffeehaus und Kabarett, bei der Arbeit und in Straßenszenen, andererseits im Porträt oder als Gestalten in Bibel und Sagen.

## Programm
Die Hegenbarth Sammlung Berlin erarbeitet jährlich zwei bis drei Einzel- bzw. Themenausstellungen im eigenen Kabinett. Darüber hinaus ist sie mit Leihgaben regelmäßig an Ausstellungen in anderen Museen und Institutionen vertreten.
In den Ausstellungen wird auch Hegenbarths Leben und Wirken während der verschiedenen politischen Systeme der k. u. k. Monarchie, der Weimarer Republik, des Nationalsozialismus und der Nachkriegszeit in DDR und BRD beleuchtet.
Das Ausstellungsprogramm befasst sich auch mit Künstlern aus der Zeit Hegenbarths sowie heutigen Künstlern.

## Ausstellungen
- 2019: Überflogenes Weiß (IV) – Corinne Laroche: Point(s) de Hasard. (Keine) Punkte des Zufalls
- 2018: Überflogenes Weiß (III) – Heinz Handschick: Handzeichnungen. Pinselzeichnungen auf Leinwand und Papier aus den Jahren 2008—2018
- 2018: Überflogenes Weiß (II) – Thomas Baumhekel: Arkona. Deutsche Landschaft japanisch. Schriftbilder und Objekte von Thomas Baumhekel nach romantischen und expressionistischen Landschaften.[2]
- 2018: Überflogenes Weiß (I) – Der östliche Hegenbarth. Chinesische Tuschmalerei in Kombination mit Pinselzeichnungen von Josef Hegenbarth (mit Leihgaben des Museums für Asiatische Kunst, Staatliche Museen zu Berlin und des Josef-Hegenbarth-Archivs, Kupferstich-Kabinett, Staatliche Kunstsammlungen Dresden).[3]
- 2017: Wem die Glocke schlägt. Das Lied von der Glocke / Gesungen von Friedrich Schiller (1799) / Gezeichnet von Josef Hegenbarth (1922) / Gezeigt von der Hegenbarth Sammlung Berlin (2017).
- 2017: Vision der Freiheit. Hans Schwipperts Gesamtkunstwerk für die Berliner Hedwigskathedrale als Vision der Freiheit (1956–1963). Kabinettpräsentation mit Werken von Hubertus Förster, Josef Hegenbarth, Fritz Kühn, Margaretha Reichardt und Anton Wendling.
- 2017: Why did the artist cross the road? Hegenbarth trifft Gegenwart (Kuratiert von Studierenden der Universität der Künste Berlin, erarbeitet von Studierenden Hochschule für Grafik und Buchkunst Leipzig).[4]
- 2017: PROLOG 1947: Die Berliner Künstlervereinigung. Prolog 2017: Papierobjekte von Gabriela Volanti, kuratiert von Lidia Gasperoni.
- 2016: Zwei auf einen Streich. Literarische Illustrationen von Josef Hegenbarth und Max Lingner (gemeinsam mit der Max-Lingner-Stiftung, Berlin).[5]
- 2016: Zwischenspiel. Malerisches und Grafisches von Josef Hegenbarth.[6]
- 2016: Die verborgene Sieben im Quadrat. Pastellbilder und Handzeichnungen von Wolfram Erber (gemeinsam mit Galerie Fred Jahn, München).[7]
- 2015: Tiere schauen / Looking at Animals Looking at Us. Der Blick des Menschen auf das Tier und vice versa.[8]
- 2015: Josef Hegenbarths Palette. Facetten eines Lebenswerks.[9]

## Leihgaben
- Museum der bildenden Künste Leipzig, 2019[10]
- Stadtmuseum Langenfeld (Rheinland), 2018
- Alte Nationalgalerie, Staatliche Museen zu Berlin, 2018
- Salon Käthe Leipzig, 2017
- Kulturforum Schleswig-Holstein-Haus, Schwerin, 2017
- Galerie Parterre Berlin / Kunstsammlung Pankow, 2016.[11]
- Kunsthaus Dahlem, 2016.[12]
- Städtische Kunstsammlungen Murrhardt, 2015.[13]

## Veranstaltungen und Kunstvermittlung
Im Rahmenprogramm zu Ausstellungen und zu besonderen Anlässen finden u. a. Vorträge, Gesprächsführungen, musikalische und szenische Auftritte statt, die dem Austausch zwischen Künstlern, Publikum und Kunsthistorikern vor Originalen dienen. So widmet sich die Veranstaltungsreihe Bilderkarussell dem Zusammentreffen von Schrift und Bild in gedruckten und anderen Medien. 
Die Hegenbarth Sammlung Berlin beteiligt sich u. a. am Internationalen Museumstag, an der Langen Nacht der Museen, dem Wochenende der Graphik, organisiert vom Netzwerk Graphische Sammlungen, bei der Aktion Deutschland liest der Stiftung Lesen und am Programm des Internationalen Literaturfestivals Berlin (ilb).

## Studienraum
Der Studienraum dient der Vorlage und Besichtigung von ausgewählten Originalen nach Voranmeldung. Zudem steht dort eine umfassende Präsenzbibliothek zur Verfügung. Sie versammelt nahezu vollständig die von Josef Hegenbarth illustrierten Bücher, zumeist in Originalausgaben und oft in verschiedenen Editionen. Dazu kommen Monografien und Ausstellungskataloge zu Hegenbarth und weiteren Künstlern der Sammlung, Kunstbände, Nachschlagewerke, Literatur zu Hegenbarths Themenkreisen, zu Illustration, Buchkunst und Zeichnung, zu künstlerischen Techniken, zur Geschichte des 20. Jahrhunderts, über die sog. Verschollene Generation und Kunstströmungen des 20. Jahrhunderts, zur DDR und zu Hegenbarths Wirkungsorten Dresden, Prag und Kamnitz.

## Publikationen
Im Verlag der Hegenbarth Sammlung Berlin erscheinen Buchausgaben und literarische Werke zu den meisten Ausstellungen (in der Reihe Herrn Hegenbarths Entdeckungen) sowie illustrierte Bände zum Nibelungenlied und zu Werken von Hauff, den Brüdern Grimm, Schiller und Eichendorff. Bisher erschienen sind:
- Arkona. Deutsche Landschaft japanisch. Schriftbilder und Objekte von Thomas Baumhekel nach romantischen und expressionistischen Landschaften. Begleitheft mit Textbeiträgen von Uta Rahman-Steinert, Museum für Asiatische Kunst Berlin, Beate Wonde, Humboldt-Universität zu Berlin und Thomas Baumhekel. ISBN 978-3-945970-07-2.
- Überflogenes Weiß – Der östliche Hegenbarth. Elf Meisterwerke der traditionellen chinesischen Tuschmalerei / Elf Meisterzeichnungen von Josef Hegenbarth. Mit einem Aufsatz von Uta Rahman-Steinert und Bildbeschreibungen von Uta Rahman-Steinert, Christopher Breu und Katja-Schöppe-Carstensen. ISBN 978-3-945970-06-5.
- Wem die Glocke schlägt / Das Lied von der Glocke. Josef Hegenbarths Mappenwerk von 1922 zum gleichnamigen Versepos von Friedrich von Schiller. Erstausgabe sämtlicher Illustrationen mit dem gesamten Liedtext sowie einem Kommentar zu Hegenbarths frühen Mappenwerken. ISBN 978-3-945970-05-8.
- Why did the artist cross the road? Hegenbarth trifft Gegenwart. Ein Arbeitsbuch mit zahlreichen Aufsätzen zu den ausgestellten Werken sowie Abbildungen und Material zur Kunstvermittlung. ISBN 978-3-945970-04-1.
- Der Teufel und seine Großmutter. Ein Märchen der Brüder Grimm, illustriert von Josef Hegenbarth. Mit einem Aufsatz zu Hegenbarths Illustrationskunst von Andreas Bode. ISBN 978-3-945970-03-4.
- Tiere schauen / Looking at Animals Looking at Us. Mit Aufsätzen von Josef Hegenbarth (dt., E.A.), John Berger (dt./engl.) und Christina Katharina May (dt./engl. E.A.), 208 Seiten, ISBN 978-3-945970-02-7.
- Josef Hegenbarths Palette. Facetten eines Lebenswerks. Mit einem Essay von Bernhard Maaz, 96 Seiten, ISBN 978-3-945970-00-3.

Die Sammlung unterhält das Online-Werkverzeichnis der Handzeichnungen Josef Hegenbarths, herausgegeben von den Staatlichen Kunstsammlungen Dresden und der Familienstiftung Ruth Merckle.